# Cimolodon
Cimolodon – ssak żyjący w kredzie górnej i zamieszkujący Amerykę Północną. Gatunek Cimolodon został opisany przez Othniela Charlesa Marsha w 1889 roku.

## Gatunki
Odkryte zostały tylko cztery gatunki Cimolodona.
Cimolodon electus zamieszkiwał prowincję Alberta w Kanadzie. Ważył 19 g – tyle co dzisiejszy szczur.
Cimolodon nitidus zamieszkiwał stany Wyoming, Utah, Montana i Dakota Południowa (tereny dzisiejszej Kanady i USA). Ważył około 230 g.
Cimolodon pervus zamieszkiwał również stan Wyoming. Ważył 190 g.
Cimolodon similis zamieszkiwał stan Utah. Ważył około 125 g – czyli tyle, ile pięć myszy.